# Halleneuropameisterschaften im Bogenschießen 1983
Die 1. Halleneuropameisterschaften im Bogenschießen wurden vom 5. bis 6. März 1983 in der Lugnethallen im schwedischen Falun ausgetragen.

## Ergebnisse
Es wurden nur Medaillen in Disziplinen mit dem Recurvebogen vergeben.
| Disziplin         | Gold                                                                    | Silber                                                        | Bronze                                                   |
| ----------------- | ----------------------------------------------------------------------- | ------------------------------------------------------------- | -------------------------------------------------------- |
| Männer Einzel     | Wladimir Jeschejew                                                      | Boris Issatschenko                                            | Daniel Schneider                                         |
| Frauen Einzel     | Natalja Butusowa                                                        | Sebinisso Rustamowa                                           | Ljudmyla Arschannikowa                                   |
| Männer Mannschaft | Sowjetunion Wladimir Jeschejew Boris Issatschenko Wladimir Maximow      | Frankreich Daniel Schneider Gilles Néron Dominique Baudrimont | Niederlande Harry Diels Gerrie van Roosendaal G. Konings |
| Frauen Mannschaft | Sowjetunion Natalja Butusowa Sebinisso Rustamowa Ljudmyla Arschannikowa | Finnland Päivi Meriluoto Riitta Peltonen Jutta Vähäoja        | Schweden Lisa Andersson Kerstin Wass Monica Nilsson      |

## Medaillenspiegel
| Platz  | Land        | Gold | Silber | Bronze | Gesamt |
| ------ | ----------- | ---- | ------ | ------ | ------ |
| 1      | Sowjetunion | 4    | 2      | 1      | 7      |
| 2      | Frankreich  | –    | 1      | 1      | 2      |
| 3      | Finnland    | –    | 1      | –      | 1      |
| 4      | Niederlande | –    | –      | 1      | 1      |
| 4      | Schweden    | –    | –      | 1      | 1      |
| Gesamt | Gesamt      | 4    | 4      | 4      | 12     |